# Championnat d'Afrique féminin de volley-ball 2013
Navigation
Édition précédente Édition suivante
Le 16e championnat d'Afrique féminin de volley-ball se déroule du 14 au 19 septembre 2013 à Nairobi, Kenya. Il a mis aux prises les six meilleures équipes africaines.

## Équipes présentes
- Algérie
- Cameroun
- Égypte
- Kenya
- Sénégal
- Tunisie

## Compétition
| # | Équipe   | Pts | J | G | Gt | Pt | P | Sp | Sc | Ratio | Pp  | Pc  | Ratio |
| 1 | Kenya    | 15  | 5 | 5 | 0  | 0  | 0 | 15 | 0  | MAX   | 375 | 279 | 1.344 |
| 2 | Cameroun | 10  | 5 | 2 | 2  | 0  | 1 | 12 | 7  | 1.714 | 424 | 383 | 1.107 |
| 3 | Tunisie  | 9   | 5 | 2 | 1  | 1  | 1 | 11 | 9  | 1.222 | 429 | 409 | 1.049 |
| 4 | Sénégal  | 5   | 5 | 1 | 1  | 0  | 3 | 7  | 11 | 0.636 | 364 | 403 | 0.903 |
| 5 | Égypte   | 4   | 5 | 0 | 1  | 2  | 2 | 7  | 14 | 0.5   | 439 | 461 | 0.952 |
| 6 | Algérie  | 2   | 5 | 0 | 0  | 2  | 3 | 4  | 15 | 0.267 | 348 | 444 | 0.784 |

## Classement final
| Place              | Équipe   |
| ------------------ | -------- |
| Médaille d'or      | Kenya    |
| Médaille d'argent  | Cameroun |
| Médaille de bronze | Tunisie  |
| 4                  | Sénégal  |
| 5                  | Égypte   |
| 6                  | Algérie  |

## Équipe championne
L'effectif kényan sacré champion d'Afrique 2013 est composé de :
- Jane Wacu
- Everlyne Makuto
- Esther Gatere
- Diana Khisa
- Ruth Jepngetich
- Janet Wanja
- Violet Makuto
- Elizabeth Wanyama
- Mercy Moim
- Brackcides Khadambi
- Gaudencia Makokha
- Monica Biama
- Sélectionneur : David Lungaho

## Distinctions individuelles
- MVP :  Mercy Moim
- Meilleure attaquante :  Nana Tchoudjang
- Meilleure contreuse :  Mbala Eba'a
- Meilleure serveuse :  Laetitia Moma Bassoko
- Meilleure passeuse :  Jane Wacu
- Meilleure réceptionneuse :  Binetou Sow
- Meilleure libero :  Elizabeth Wanyama